# Ribeira de Seda
A ribeira de Seda é um curso de água de Portugal, que nasce da reunião de vários pequenos ribeiros na serra de São Mamede, perto de Portalegre.
Atravessa os municípios de Portalegre e do Crato, entra no de Alter do Chão, engrossando o seu caudal por via da afluência de outras ribeiras e ribeiros. 
Existem no seu curso numerosos pegos e represas, semi-naturais, com azenhas, onde se formam lagos com quedas de água. Ainda no concelho de Alter do Chão, atravessa o Mato de Alter, onde se encontra nas suas margens densa vegetação e fauna natural alentejana. 
O curso desta ribeira é interrompido no município de Avis pela Barragem de Maranhão. Continua depois até ao concelho de Mora, onde se junta à ribeira de Tera, junto à vila de Cabeção, formando a ribeira da Raia.